# Исмагилов, Анвар Айдарович
Анвар Айдарович Исмагилов (10 мая 1955, Джебел, Балканский велаят — 12 июня 2021) — российский поэт и бард, один из участников андеграундного поэтического объединения «Заозёрная школа» (середина 1980-х гг.), писатель, журналист.

## Биография
Родился 10 мая 1955 года в посёлке Джебел Небит-Дагского района Туркменской АССР в семье офицера ВВС ПВО. Вырос на Гудаутской военной базе в Абхазии, позже семья переехала в Ростов-на-Дону. Окончил школу №57 города Ростова-на-Дону в 1972 году. Срочную службу начинал в Киевской бригаде ЗРВ; учился в Киевском высшем военно-морском политическом училище (штурман надводных кораблей — политработник); заканчивал службу на Крымской ВМБ (Донузлав) в дивизионе малых противолодочных кораблей.
После службы поступил на филологический факультет РГУ. Работал сельским учителем словесности, водителем почтовых маршрутов, разъездным корреспондентом газеты «Речник Дона».
В начале 80-х годов примкнул к неформальному поэтическому объединению «Заозёрная школа» (поэт Александр Брунько, поэт и бард Геннадий Жуков, поэты Виталий Калашников, Игорь Бондаревский), духовным центром которого стал историко-археологический заповедник «Танаис».
Вместе с единомышленниками по привезенным им из Москвы чертежам, утверждённым отделом античного мира Пушкинского музея, восстанавливал на территории заповедника древнегреческую сторожевую башню и дал ей имя «Башня поэтов». Именно под этим названием возрождённый древний форпост сегодня входит во многие туристические справочники и каталоги.
Некоторое время жил во Львове, где собрал группу «Анвариум» и вместе с С. Дмитровским (гитара) и С. Янишевским (флейта) выступал на улицах города. О группе был снят получасовый документальный фильм (Львов, 1992).
С 1989 года жил в Тюмени.
В конце 1990-х — начале 2000-х годов был создателем и ведущим авторского проекта «Классика авторской песни», в программе за несколько лет приняли участие Вероника Долина, Виктор Луферов, Сергей Никитин, Михаил Щербаков и др.
В 2001 году стал президентским стипендиатом в области литературы и искусства.
Гран-при II этапа международного поэтического конкурса «Золотая строфа» — 2012 
Член Союза российских писателей и Союза журналистов России. Автор нескольких сотен песен на свои стихи и на стихи русских поэтов.
Единственный из российских бардов, дважды побывав в воюющей Чечне с концертами и лекциями без охраны и сопровождения, он выпустил художественно-документальную книгу «Вооружён одной гитарой, или Дорога в Чечню и обратно» (Тюмень, 2005 г.).
Награждён пятью медалями. Член общественной организации ветеранов локальных войн и военных конфликтов «Боевое братство».